# Liste des matchs de l'équipe d'Irak de football par adversaire
Cette liste présente les matchs de l'équipe d'Irak de football par adversaire rencontré. Lorsqu'une rivalité footballistique particulière existe entre l'Irak et un autre pays, une page spécifique est parfois proposée.
- Haut – A
- B
- C
- D
- E
- F
- G
- H
- I
- J
- K
- L
- M
- N
- O
- P
- Q
- R
- S
- T
- U
- V
- W
- X
- Y
- Z

## A

### Afrique du Sud
Confrontations en matchs officiels entre l'Afrique du Sud et l'Irak :
| Date         | Lieu          | Match                 | Score | Compétition                              |
| 14 juin 2009 | Johannesbourg | Afrique du Sud - Irak | 0-0   | Coupe des confédérations 2009 (Groupe A) |

#### Bilan
Au 25 avril 2019 :
- Total de matchs disputés : 1
- Victoires de l'équipe d'Irak : 0
- Victoires de l'équipe d'Afrique du Sud : 0
- Matchs nuls : 1

### Algérie
Confrontations entre l'équipe d'Algérie de football et l'équipe d'Irak de football en matchs officiels 
| Date            | Lieu     | Match          | Score | Compétition  |
| 12 janvier 1972 | Bagdad   | Irak - Algérie | 3-1   | match amical |
| 15 août 1973    | Benghazi | Algérie - Irak | 0-0   | match amical |
| 25 août 1973    | Tripoli  | Algérie - Irak | 0-0   | match amical |
| 21 février 1978 | Bagdad   | Irak - Algérie | 3-0   | match amical |
| 23 février 1978 | Bagdad   | Irak - Algérie | 1-0   | match amical |
| 2 juillet 1978  | Alger    | Algérie - Irak | 1-1   | match amical |
| 4 juillet 1978  | Alger    | Algérie - Irak | 0-0   | match amical |

#### Bilan
- Total de matchs disputés : 7
- Victoires de l'Irak: 3
- Victoires de l'Algérie : 0
- Matchs nuls : 4

### Allemagne de l'Est (RDA)
Confrontations entre l'équipe d'Allemagne de l'Est de football et l'équipe d'Irak de football.
| Date            | Lieu   | Match      | Score | Compétition  |
| 8 décembre 1969 | Bagdad | Irak - RDA | 1-1   | Match amical |
| 27 juillet 1970 | Iéna   | RDA - Irak | 5-0   | Match amical |
| 9 février 1979  | Bagdad | Irak - RDA | 1-1   | Match amical |
| 11 février 1979 | Bagdad | Irak - RDA | 2-1   | Match amical |
| 2 mars 1982     | Bagdad | Irak - RDA | 0-0   | Match amical |

#### Bilan
- Total de matchs disputés : 5
- Victoires de la RDA : 1
- Victoires de l'Irak : 1
- Matchs nuls : 3

### Australie
Confrontations entre l'Australie et l'Irak :
| Date               | Lieu                | Match            | Score      | Compétition                                                    |
| 11 mars 1973       | Sydney Australie    | Australie - Irak | 3-1        | Qualifications pour la Coupe du monde 1974                     |
| 18 mars 1973       | Melbourne Australie | Australie - Irak | 0-0        | Qualifications pour la Coupe du monde 1974                     |
| 26 mars 2005       | Sydney Australie    | Australie - Irak | 2-1        | Match amical                                                   |
| 13 juillet 2007    | Bangkok Thaïlande   | Irak - Australie | 3-1        | Coupe d'Asie des Nations 2007 (1er tour, groupe A)             |
| 1er juin 2008      | Brisbane Australie  | Australie - Irak | 1-0        | Qualifications pour la Coupe du monde 2010 (3e tour, groupe 1) |
| 7 juin 2008        | Dubaï Qatar         | Irak - Australie | 1-0        | Qualifications pour la Coupe du monde 2010 (3e tour, groupe 1) |
| 22 janvier 2011    | Doha Qatar          | Australie - Irak | 1-0 (a.p.) | Coupe d'Asie des Nations 2011 (quart de finale)                |
| 16 octobre 2012    | Doha Qatar          | Irak - Australie | 1-2        | Qualifications pour la Coupe du monde 2014 (4e tour, groupe 2) |
| 18 juin 2013       | Sydney Australie    | Australie - Irak | 1-0        | Qualifications pour la Coupe du monde 2014 (4e tour, groupe 2) |
| 1er septembre 2016 | Perth Australie     | Australie - Irak | 2-0        | Qualifications pour la Coupe du Monde 2018 (3e tour, groupe B) |
| 23 mars 2017       | Téhéran Iran        | Irak - Australie | 1-1        | Qualifications pour la Coupe du Monde 2018 (3e tour, groupe B) |

#### Bilan
- Total de matchs disputés : 11
- Victoires de l'équipe d'Australie : 7
- Victoires de l'équipe d'Irak : 2
- Matchs nuls : 2

## B

### Bahreïn
Bilan de Match 
| 3 Decembre 21 | Doha | Bahreïn - Irak | 0-0 | Arab Cup (Groupe A) |

### Belgique
Confrontations entre l'équipe de Belgique de football et l'équipe d'Irak de football en matchs officiels :
| Date        | Lieu   | Match           | Score | Compétition                                   |
| 8 juin 1986 | Toluca | Belgique - Irak | 2-1   | Coupe du monde de football de 1986 (Groupe B) |

#### Bilan
Au 25 avril 2019 :
- Total de matchs disputés : 1
- Victoires de l'équipe de Belgique : 1
- Victoires de l'équipe d'Irak : 0
- Matchs nuls : 0

## C

### Corée du Sud
Confrontations en matchs officiels entre la Corée du Sud et l'Irak :
| Date        | Lieu           | Match               | Score | Compétition  |
| 7 juin 2017 | Ras el Khaïmah | Irak - Corée du Sud | 0-0   | Match amical |

Bilan partiel
- Total de matchs disputés : 1
- Victoires de l'équipe de Corée du Sud : 0
- Victoires de l'équipe d'Irak : 0
- Matchs nuls : 1

## E

### Espagne
Confrontations en matchs officiels entre l'Espagne et l'Irak :
| Date         | Lieu         | Match          | Score | Compétition                              |
| 17 juin 2009 | Bloemfontein | Espagne - Irak | 1-0   | Coupe des confédérations 2009 (Groupe A) |

Bilan partiel
- Total de matchs disputés : 1
- Victoires de l'équipe d'Espagne : 1
- Victoires de l'équipe d'Irak : 0
- Matchs nuls : 0

### Émirats arabes unis

#### Confrontations
Confrontations entre les Émirats arabes unis et l'Irak :
|    | Date              | Lieu      | Match                      | Score           | Compétition                                                          |
| -- | ----------------- | --------- | -------------------------- | --------------- | -------------------------------------------------------------------- |
| 1  | 20 août 1973      |           | Irak - Émirats arabes unis | 3-1             | Match amical                                                         |
| 2  | 6 avril 1976      | Doha      | Irak - Émirats arabes unis | 4-0             | Coupe du Golfe des nations 1976 (en)                                 |
| 3  | 4 avril 1979      | Bagdad    | Irak - Émirats arabes unis | 5-0             | Coupe du Golfe des nations 1979 (en)                                 |
| 4  | 15 mars 1984      | Mascate   | Émirats arabes unis - Irak | 0-0             | Coupe du Golfe des nations 1984 (en)                                 |
| 5  | 20 septembre 1985 | Dubaï     | Émirats arabes unis - Irak | 2-3             | Tours préliminaires à la Coupe du monde 1986 (zone Asie, 2e tour)    |
| 6  | 27 septembre 1985 | Taëf      | Irak - Émirats arabes unis | 1-2             | Tours préliminaires à la Coupe du monde 1986 (zone Asie, 2e tour)    |
| 7  | 24 mars 1986      | Manama    | Émirats arabes unis - Irak | 2-2             | Coupe du Golfe des nations 1986 (en)                                 |
| 8  | 25 septembre 1986 | Daegu     | Émirats arabes unis - Irak | 2-1             | Jeux asiatiques de 1986 (gr. A)                                      |
| 9  | 10 mars 1988      | Riyad     | Émirats arabes unis - Irak | 0-0             | Coupe du Golfe des nations 1988 (en)                                 |
| 10 | 15 décembre 1996  | Abou Dabi | Émirats arabes unis - Irak | 1-0 (ap)        | Coupe d'Asie des nations 1996 (quart de finale)                      |
| 11 | 3 novembre 1999   | Abou Dabi | Émirats arabes unis - Irak | 2-2             | Match amical                                                         |
| 12 | 2 août 2001       | Abou Dabi | Émirats arabes unis - Irak | 2-2             | Match amical                                                         |
| 13 | 16 décembre 2004  | Doha      | Irak - Émirats arabes unis | 1-1             | Coupe du Golfe des nations 2004 (en)(gr. A)                          |
| 14 | 31 janvier 2008   | Abou Dabi | Émirats arabes unis - Irak | 0-1             | Match amical                                                         |
| 15 | 27 décembre 2008  | Al-Aïn    | Émirats arabes unis - Irak | 2-2             | Match amical                                                         |
| 16 | 18 novembre 2009  | Al-Aïn    | Émirats arabes unis - Irak | 0-1             | Match amical                                                         |
| 17 | 23 novembre 2010  | Aden      | Irak - Émirats arabes unis | 0-0             | Coupe du Golfe des nations 2010 (gr. B)                              |
| 18 | 15 janvier 2011   | Doha      | Émirats arabes unis - Irak | 0-1             | Coupe d'Asie des nations 2011 (gr. D)                                |
| 19 | 18 janvier 2013   | Riffa     | Émirats arabes unis - Irak | 2-1 (ap)        | Coupe du Golfe des nations 2013 (finale)                             |
| 20 | 20 novembre 2014  | Riyad     | Émirats arabes unis - Irak | 2-0             | Coupe du Golfe des nations 2014 (gr. B)                              |
| 21 | 30 janvier 2015   | Newcastle | Irak - Émirats arabes unis | 2-3             | Coupe d'Asie des Nations 2015 (match pour la 3e place)               |
| 22 | 15 novembre 2016  | Abou Dabi | Émirats arabes unis - Irak | 2-0             | Éliminatoires de la Coupe du monde 2018 (zone Asie, 3e tour - gr. B) |
| 23 | 5 septembre 2017  | Amman     | Irak - Émirats arabes unis | 1-0             | Éliminatoires de la Coupe du monde 2018 (zone Asie, 3e tour - gr. B) |
| 24 | 2 janvier 2018    | Koweït    | Irak - Émirats arabes unis | 0-0 (tab : 2-4) | Coupe du Golfe des nations 2017 (en) (demi-finale)                   |

#### Bilan
Au 12 avril 2019 :
- Total de matchs disputés : 24
- Victoires des Émirats arabes unis : 7
- Matchs nuls : 9
- Victoires de l'Irak : 8
- Total de buts marqués par les Émirats arabes unis : 26
- Total de buts marqués par l'Irak : 33

### Espagne
Confrontations en matchs officiels entre l'Espagne et l'Irak :
| Date         | Lieu         | Match          | Score | Compétition                              |
| 17 juin 2009 | Bloemfontein | Espagne - Irak | 1-0   | Coupe des confédérations 2009 (Groupe A) |

#### Bilan
Au 25 avril 2019 :
- Total de matchs disputés : 1
- Victoires de l'équipe d'Espagne : 1
- Victoires de l'équipe d'Irak : 0
- Matchs nuls : 0

## J

### Japon
Confrontations entre l'Irak et le Japon :
| Date              | Lieu         | Match        | Score      | Compétition                                                     |
| 14 juillet 1978   | Kuala Lumpur | Japon - Irak | 0-0        | Merdeka Tournament (tournoi amical, 1er tour)                   |
| 18 septembre 1981 | Kuala Lumpur | Japon - Irak | 0-2        | Merdeka Tournament (tournoi amical, demi-finale)                |
| 28 novembre 1982  | New Delhi    | Irak - Japon | 1-0 (a.p.) | Jeux asiatiques de 1982 (quart de finale)                       |
| 21 avril 1984     | Lieu inconnu | Irak - Japon | 2-1        | Qualifications olympiques                                       |
| 28 octobre 1993   | Doha         | Irak - Japon | 2-2        | Qualifications pour la Coupe du monde 1994 - Tour final         |
| 24 octobre 2000   | Beyrouth     | Japon - Irak | 4-1        | Coupe d'Asie des nations 2000 - 1/4 Finale                      |
| 12 février 2004   | Tokyo        | Japon - Irak | 2-0        | Match amical                                                    |
| 11 septembre 2012 | Saitama      | Japon - Irak | 1-0        | Qualifications pour la Coupe du monde 2014 - 4e tour (Groupe 2) |
| 11 juin 2013      | Doha         | Irak - Japon | 0-1        | Qualifications pour la Coupe du monde 2014 - 4e tour (Groupe 2) |
| 16 janvier 2015   | Brisbane     | Irak - Japon | 0-1        | Coupe d'Asie des Nations 2015 (1er tour, groupe D)              |
| 11 juin 2015      | Yokohama     | Japon - Irak | 4-0        | Match amical                                                    |
| 6 octobre 2016    | Saitama      | Japon - Irak | 2-1        | Qualifications pour la Coupe du Monde 2018 (3e tour, groupe B)  |
| 13 juin 2017      | Téhéran      | Irak - Japon | 1-1        | Qualifications pour la Coupe du Monde 2018 (3e tour, groupe B)  |

Bilan
Total de matchs disputés : 13
- Victoires de l'équipe du Japon : 7
- Matchs nuls : 3
- Victoires de l'équipe d'Irak : 3

## K

### Kirghizistan

#### Confrontations
Confrontations entre l'Irak et le Kirghizistan :
|   | Date        | Lieu      | Match               | Score | Compétition                                                  |
| - | ----------- | --------- | ------------------- | ----- | ------------------------------------------------------------ |
| 1 | 7 août 1999 | Douchanbé | Irak - Kirghizistan | 5-1   | Tour préliminaire à la Coupe d'Asie des nations 2000 (gr. 1) |
| 2 | 27 mai 2000 | Amman     | Kirghizistan - Irak | 0-4   | Championnat d'Asie de l'Ouest 2000 (gr. B)                   |

#### Bilan
Au 3 avril 2019 :
- Total de matchs disputés : 2
- Victoires de l'Irak : 2
- Matchs nuls : 0
- Victoires du Kirghizistan : 0
- Total de buts marqués par l'Irak : 9
- Total de buts marqués par le Kirghizistan : 1

### Macao

#### Confrontations
Confrontations entre Macao et l'Irak :
|   | Date          | Lieu   | Match        | Score | Compétition                                                        |
| - | ------------- | ------ | ------------ | ----- | ------------------------------------------------------------------ |
| 1 | 12 avril 2001 | Bagdad | Irak - Macao | 8-0   | Tours préliminaires à la Coupe du monde 2002 (zone Asie, 1er tour) |
| 2 | 21 avril 2001 | Almaty | Irak - Macao | 5-0   | Tours préliminaires à la Coupe du monde 2002 (zone Asie, 1er tour) |

#### Bilan
Au 9 avril 2019 :
- Total de matchs disputés : 2
- Victoires de Macao : 0
- Matchs nuls : 0
- Victoires de l'Irak : 2
- Total de buts marqués par Macao : 0
- Total de buts marqués par l'Irak : 13

## N

### Nouvelle-Zélande
Confrontations en matchs officiels entre l'Irak et la Nouvelle-Zélande :
|   | Date         | Lieu          | Match                   | Score | Compétition                                                               |
| 1 | 13 mars 1973 | Sydney        | Irak - Nouvelle-Zélande | 2-0   | Tours préliminaires à la Coupe du monde 1974 (zone Asie-Océanie - gr. B1) |
| 2 | 24 mars 1973 | Sydney        | Irak - Nouvelle-Zélande | 4-0   | Tours préliminaires à la Coupe du monde 1974 (zone Asie-Océanie - gr. B1) |
| 3 | 20 juin 2009 | Johannesbourg | Irak - Nouvelle-Zélande | 0-0   | Coupe des confédérations 2009 (Groupe A)                                  |

#### Bilan
Au 25 avril 2019 :
- Total de matchs disputés : 3
- Victoires de l'équipe d'Irak : 2
- Victoires de l'équipe de Nouvelle-Zélande : 0
- Matchs nuls : 1

## O

### Oman
Liste des confrontations Officielle 
| Date       | Place | Match     | Score | Compétition   |
| 30/11/2021 | Qatar | Irak-Oman | 1-1   | Arab Cup 2021 |
|            |       |           |       |               |

## P

### Pologne
Confrontations entre l'équipe d'Irak de football et l'équipe de Pologne de football : 
| Date            | Lieu     | Match             | Score | Compétition  |
| 22 juillet 1970 | Szczecin | Pologne - Irak    | 2-0   | Match amical |
| 27 février 1980 | Bagdad   | Irak - Pologne    | 1-1   | Match amical |
| 29 février 1980 | Bagdad   | Irak - Pologne    | 1-0   | Match amical |
| 22 juin 1980    | Varsovie | Pologne - Ukraine | 3-0   | Match amical |
| 9 juin 2009     | Le Cap   | Irak - Pologne    | 1-1   | Match amical |

#### Bilan
- Total de matchs disputés : 5
- Victoires de l'équipe de Pologne : 2
- Victoires de l'équipe d'Irak : 1
- Matchs nuls : 2

## S

### Sierra Leone

#### Confrontations
Confrontations entre la Sierra Leone et l'Irak :
|   | Date        | Lieu     | Match               | Score | Compétition  |
| - | ----------- | -------- | ------------------- | ----- | ------------ |
| 1 | 23 mai 2012 | Istanbul | Irak - Sierra Leone | 1-0   | Match amical |

#### Bilan
Au 22 avril 2019 :
- Total de matchs disputés : 1
- Victoires de la Sierra Leone : 0
- Matchs nuls : 0
- Victoires de l'Irak : 1
- Total de buts marqués par la Sierra Leone : 0
- Total de buts marqués par l'Irak : 1

## Q

### Qatar

#### Confrontations
Confrontations entre le Qatar et l'Irak :
|    | Date              | Lieu      | Match        | Score           | Compétition                                                                |
| -- | ----------------- | --------- | ------------ | --------------- | -------------------------------------------------------------------------- |
| 1  | 21 novembre 1975  | Bagdad    | Irak - Qatar | 1-0             | Tour préliminaire à la Coupe d'Asie des nations 1976 (gr. 2)               |
| 2  | 28 novembre 1975  | Bagdad    | Irak - Qatar | 3-0             | Tour préliminaire à la Coupe d'Asie des nations 1976 (gr. 2)               |
| 3  | 3 avril 1976      | Doha      | Qatar - Irak | 0-0             | Coupe du Golfe des nations 1976 (en)                                       |
| 4  | 10 décembre 1978  | Bangkok   | Irak - Qatar | 2-1             | Jeux asiatiques de 1978                                                    |
| 5  | 26 mars 1979      | Bagdad    | Irak - Qatar | 2-0             | Coupe du Golfe des nations 1979 (en)                                       |
| 6  | 18 mars 1981      | Riyad     | Irak - Qatar | 1-0             | Tours préliminaires à la Coupe du monde 1982 (Zone Asie - gr. 2)           |
| 7  | 26 mars 1982      | Abou Dabi | Irak - Qatar | 2-1             | Coupe du Golfe des nations 1982 (en)                                       |
| 8  | 25 mars 1984      | Mascate   | Qatar - Irak | 2-1             | Coupe du Golfe des nations 1984 (en)                                       |
| 9  | 28 mars 1984      | Mascate   | Irak - Qatar | 1-1 (tab : 4-3) | Coupe du Golfe des nations 1984 (en) (finale)                              |
| 10 | 5 avril 1985      | Doha      | Qatar - Irak | 3-0             | Tours préliminaires à la Coupe du monde 1986 (Moyen-Orient - gr. 2)        |
| 11 | 5 mai 1985        | Calcutta  | Irak - Qatar | 2-1             | Tours préliminaires à la Coupe du monde 1986 (Moyen-Orient - gr. 2)        |
| 12 | 27 mars 1986      | Manama    | Irak - Qatar | 1-1             | Coupe du Golfe des nations 1986 (en)                                       |
| 13 | 13 mars 1988      | Riyad     | Irak - Qatar | 3-0             | Coupe du Golfe des nations 1988 (en)                                       |
| 14 | 20 janvier 1989   | Doha      | Qatar - Irak | 1-0             | Tours préliminaires à la Coupe du monde 1990 (Zone AFC - 1er tour)         |
| 15 | 10 février 1989   | Bagdad    | Irak - Qatar | 2-2             | Tours préliminaires à la Coupe du monde 1990 (Zone AFC - 1er tour)         |
| 16 | 14 septembre 2001 | Al Rayyan | Qatar - Irak | 0-0             | Match amical                                                               |
| 17 | 13 janvier 2002   | Doha      | Qatar - Irak | 1-3             | Match amical                                                               |
| 18 | 20 novembre 2002  | Doha      | Qatar - Irak | 2-1             | Match amical                                                               |
| 19 | 21 décembre 2003  | Al Rayyan | Qatar - Irak | 0-0             | Match amical                                                               |
| 20 | 13 décembre 2004  | Doha      | Qatar - Irak | 3-3             | Coupe du Golfe des nations 2004 (en) (gr. A)                               |
| 21 | 11 octobre 2005   | Al Rayyan | Qatar - Irak | 0-0             | Match amical                                                               |
| 22 | 24 janvier 2007   | Abou Dabi | Irak - Qatar | 1-0             | Coupe du Golfe des nations 2007 (en) (gr. A)                               |
| 23 | 16 octobre 2007   | Al Rayyan | Qatar - Irak | 3-2             | Match amical                                                               |
| 24 | 26 mars 2008      | Doha      | Qatar - Irak | 2-0             | Éliminatoires de la Coupe du monde 2010, zone Asie, troisième tour (gr. 1) |
| 25 | 22 juin 2008      | Dubaï     | Irak - Qatar | 0-1             | Éliminatoires de la Coupe du monde 2010, zone Asie, troisième tour (gr. 1) |
| 26 | 31 mai 2009       | Al Rayyan | Qatar - Irak | 1-0             | Match amical                                                               |
| 27 | 12 octobre 2010   | Al Rayyan | Qatar - Irak | 1-2             | Match amical                                                               |
| 28 | 19 août 2011      | Al Rayyan | Qatar - Irak | 0-1             | Match amical                                                               |
| 29 | 16 décembre 2011  | Doha      | Qatar - Irak | 0-0             | Jeux panarabes de 2011                                                     |
| 30 | 7 novembre 2012   | Al Rayyan | Qatar - Irak | 2-1             | Match amical                                                               |
| 31 | 8 août 2016       | Al Rayyan | Qatar - Irak | 2-1             | Match amical                                                               |
| 32 | 29 décembre 2017  | Koweït    | Irak - Qatar | 2-1             | Coupe du Golfe des nations 2017-18 (en) (gr. B)                            |
| 33 | 21 mars 2018      | Bassorah  | Irak - Qatar | 2-3             | Match amical                                                               |
| 34 | 22 janvier 2019   | Abou Dabi | Qatar - Irak | 1-0             | Coupe d'Asie des Nations 2019 (1/8 de finale)                              |
| 35 | 26 novembre 2019  | Doha      | Qatar - Irak | 1-2             | Coupe du Golfe des nations 2019 (en) (gr. A)                               |
| 36 | 6 décembre 2021   | Al-Khor   | Qatar - Irak | 3-0             | Coupe arabe de la FIFA 2021 (gr. A)                                        |

#### Bilan
Au 25 novembre 2022 :
- Total de matchs disputés : 36
- Victoires du Qatar : 13
- Match nul : 9
- Victoires de l'Irak : 14
- Total de buts marqués par le Qatar : 39
- Total de buts marqués par l'Irak : 43